# Star Screen Award/Meistversprechender Newcomer
Der Star Screen Award Most Promising Newcomer - Male ist eine Kategorie des indischen Filmpreises Star Screen Award.
Der Star Screen Award Most Promising Newcomer - Male wird von einer angesehenen Jury der Bollywoodfilmindustrie gewählt und seit 1996 vergeben. Die Gewinner werden jedes Jahr im Januar bekannt gegeben.
Liste der Gewinner:
| Jahr | Schauspieler         | Film                                              |
| ---- | -------------------- | ------------------------------------------------- |
| 1996 | Bobby Deol           | Barsaat                                           |
| 1997 | Chandrachur Singh    | Maachis                                           |
| 1998 | Akshay Khanna        | Himalayaputra                                     |
| 1999 | kein Preis           |                                                   |
| 2000 | Aftab Shivdasani     | Mast                                              |
| 2001 | Hrithik Roshan       | Kaho Naa... Pyaar Hai                             |
| 2002 | Arjun Rampal         | Pyaar Ishq Aur Mohabbat                           |
| 2003 | Vivek Oberoi         | Company – Das Gesetz der Macht, Saathiya und Road |
| 2004 | kein Preis           | kein Preis                                        |
| 2005 | Shahid Kapoor        | Ishq Vishk                                        |
| 2006 | Shiney Ahuja         | Hazaaron Khwaishein Aisi                          |
| 2007 | Siddharth            | Rang De Basanti                                   |
| 2008 | Ranbir Kapoor        | Saawariya                                         |
| 2009 | Farhan Akhtar        | Rock On!!                                         |
| 2010 | Omi Vaidya           | 3 Idiots                                          |
| 2011 | Ranveer Singh        | Band Baaja Baaraat                                |
| 2012 | Divyendu Sharma      | Pyaar Ka Punchnama                                |
| 2013 | Ayushmann Khurrana   | Vicky Donor                                       |
| 2014 | Sushant Singh Rajput | Kai Po Che!                                       |
| 2015 | Tiger Shroff         | Heropanti                                         |
| 2016 | Vicky Kaushal        | Masaan                                            |
| 2017 | Jim Sarbh            | Neerja                                            |
| 2017 | Harshvardhan Kapoor  | Mirzya                                            |
| 2018 | Aparshakti Khurana   | Dangal                                            |
| 2019 | Ishaan Khatter       | Dhadak Beyond the Clouds                          |
| 2020 | Siddhant Chaturvedi  | Gully Boy                                         |